# STV (电视频道)
STV是由STV集团所有和运营的苏格兰免费无线公共电视频道。它由中部苏格兰地区和北部苏格兰地区两张第三频道电视广播牌照所组成，其前身分别为苏格兰电视台（现名STV中部有限责任公司）和格兰扁电视台（现名STV北部有限责任公司）。
STV品牌指的是苏格兰电视台在其大部分历史中使用的广播名称——特别是在1970年代和1980年代初期。此后，该品牌一直在当地公众中使用。现代STV品牌于2006年5月30日星期二被启用，取代了两个电视广播牌照持照机构之前的身份。2017年STV庆祝其60岁生日时，名称的连续性得到了体现，特别节目在STV和现已停播的STV2上播出。
STV现在是第三频道联播网中唯一不属于独立电视公司的部分。该频道不带有ITV品牌或在显示ITV的联播网上播出；但其节目可以在每天早上6点到9点25分被独立电视网观众所收看，此时其全国广播专营权由ITV早餐所持有。

## 频道历史
2006年3月2日，苏格兰媒体集团（Scottish Media Group）——即现在的STV集团——宣布苏格兰电视台（Scottish Television）将恢复使用这一品牌名。该名称自该频道于1969年启用彩色电视服务以来便一直使用，直至1985年8月30日；此后该台的非官方名称也一直保留此名。同时，格兰扁电视台则改名为“STV北部（STV North）”。新品牌名于2006年5月30日正式推出。
2007年1月，该频道为STV中部（STV Central）播出地区推出了东部版和西部版的专门新闻服务。专门新闻服务只有5分钟时长，最初是利用工作日播出的6点档《今日苏格兰》中“选择退出”部分时长用于播出专门新闻。

### 2010年代
2011年5月，STV再次加大了对地区新闻的播报力度，分别在东部版和西部版节目里增加了半小时的《STV新闻》节目，并于每个工作日晚推出了本地化的深夜新闻简报节目。
2013年1月，STV获得本地电视牌照，可分别在格拉斯哥和爱丁堡运营两条数字电视频道，为期12年。 STV格拉斯哥于2014年6月2日星期一开播，该频道增加了本地新闻、专题新闻和娱乐节目的编排。STV爱丁堡则于2015年1月12日推出。后来这两个频道关闭后与另外三张地方电视拍照合并，于2017年4月形成了一个新的国家级联播网——STV2。现有的地区新闻简报节目则主要在STV中部服务上播出。

### 脚注
1. ↑  1080p画质有时仅限Freeview平台提供。

### 出典
1. ↑  . Ofcom. 2013-01-11  [2022-12-31]. （原始内容存档于2013-11-15）.